# Les Hommes du président (livre)
Pour le livre sur le renseignement en France, voir Rémi Kauffer#Publications.
Pour les articles homonymes, voir Les Hommes du président.
Les Hommes du président (titre original : All the President's Men) est un livre d'investigation publié en 1974 et écrit par Bob Woodward et Carl Bernstein, les deux journalistes ayant dévoilé le scandale du Watergate dans le Washington Post. Il a été traduit et publié en français en 1974 sous le titre Les Fous du président. Une adaptation du livre au cinéma, mettant en vedette Dustin Hoffman et Robert Redford, est apparu sur le grand écran en 1976.

## Présentation
Le livre retrace l'enquête de Woodward et Bernstein, pour laquelle ils seront récompensés par le prix Pulitzer en 1973, du rapport initial de Woodward sur le vol par effraction du Watergate jusqu'à la démission de H. R. Haldeman et John Ehrlichman et la révélation des enregistrements de Richard Nixon par Alexander Butterfield. Le livre décrit les événements et met en lumière des détails que le Post n'avait pas publiés, comme certaines sources non dévoilées, notamment Hugh Sloan, ou encore en narrant avec nombre de détails les réunions secrètes entre Woodward et sa source nommée Gorge profonde (Deep Throat), source dont l'identité fut gardée secrète pendant plus de trente ans (jusqu'en 2005, date à laquelle on apprendra qu'elle était en fait l'ancien directeur adjoint du FBI Mark Felt). 
Le titre du livre provient d'un roman de Robert Penn Warren intitulé Les Fous du roi dans lequel est décrit la carrière fictive d'un gouverneur habitant Huey Long qui, comme Nixon, était accusé d'agir comme un dictateur.
Suivant le succès de ce livre, Woodward et Bernstein écrivirent une suite, Les Derniers Jours de Nixon, relatant les derniers mois du gouvernement Nixon, débutant au moment où le premier livre termine.

## Adaptation au cinéma
- Les Hommes du président